# Giro delle Alpi Apuane 1956
Il Giro delle Alpi Apuane 1956, tredicesima edizione della corsa, si svolse il 26 agosto 1956 su un percorso di 219,8 km, con partenza e arrivo a Marina di Massa, in Italia. La vittoria fu appannaggio dell'italiano Guido Carlesi, che completò il percorso in 6h36'00", alla media di 33,303 km/h, precedendo i connazionali Waldemaro Bartolozzi e Adriano Torrini. 

## Ordine d'arrivo (Top 10)
| Pos. | Corridore            | Squadra          | Tempo    |
| ---- | -------------------- | ---------------- | -------- |
| 1    | Guido Carlesi        | Nivea-Fuchs      | 6h36'00" |
| 2    | Waldemaro Bartolozzi | Legnano          | a 3'40"  |
| 3    | Adriano Torrini      | Bottecchia       | s.t.     |
| 4    | Vincenzo Rossello    | Fréjus           | a 5'32"  |
| 5    | Pietro Nascimbene    | Carpano-Coppi    | a 6'20"  |
| 6    | Ugo Massocco         | Legnano          | s.t.     |
| 7    | Renato Ponzini       | Arbos-Bif-Welter | a 10'00" |
| 8    | Bruno Tognaccini     | Leo-Chlorodont   | a 12'40" |
| 9    | Colombo Cassano      | Bottecchia       | s.t.     |
| 10   | Armando Barducci     | Girardengo       | s.t.     |